# Carmen (opera)

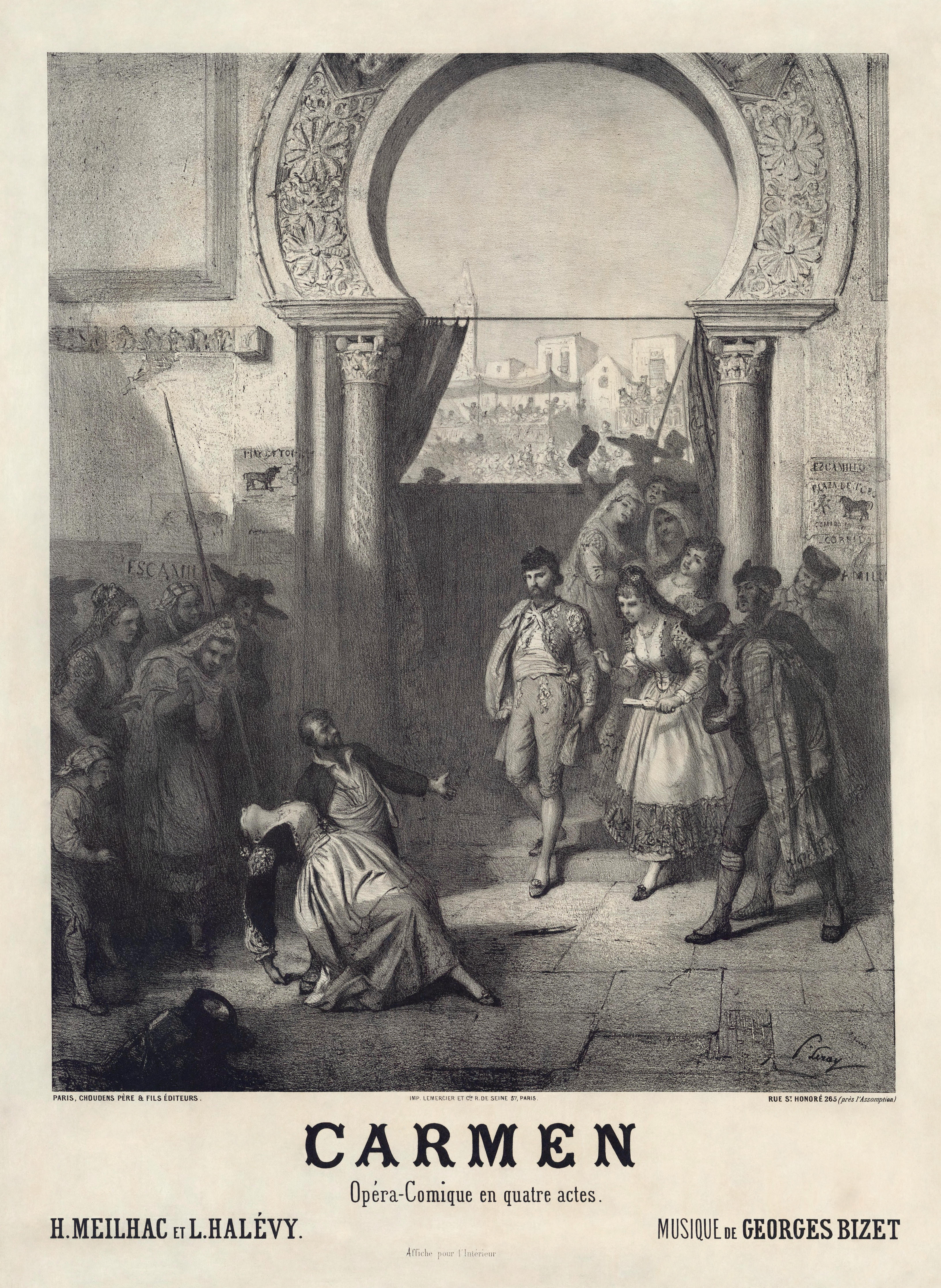
Poster van de première van Carmen in 1875

Carmen is een opera (oorspronkelijk een opéra comique) in vier bedrijven van de componist Georges Bizet (1838-1875). Het libretto is geschreven door Henri Meilhac en Ludovic Halévy, naar een novelle van Prosper Mérimée. De eerste opvoering vond plaats in Parijs (Opéra-Comique) op 3 maart 1875.

## Geschiedenis
Bizet kreeg na de uitvoering van zijn succesvolle stuk Djamileh de opdracht een nieuw werk te schrijven voor het Opéra-Comique-theater. Zijn opéra comique op basis van Prosper Mérimées novelle Carmen stuitte echter op verzet, omdat het onderwerp te uitdagend zou zijn voor het publiek van het familietheater. De componist werd gedwongen zijn stuk op een aantal punten te wijzigen en de nadruk meer op de eenvoudige Micaëla en andere "conventionele" personages te leggen. De grote steun van titelrolvertolkster Célestine Galli-Marié behoedde Bizet voor nog ingrijpendere wijzigingen.
Bizet gaf met het onderwerp in zijn opera Carmen de aanzet tot het verisme, een operagenre dat vijftien jaar later tot volle ontwikkeling zou komen en vooral de Italiaanse opera zou domineren. In dit opzicht kan Bizet beschouwd worden als een pionier.
De première werd geen groot succes, hoewel de reacties ook niet eensluidend negatief waren. Na 48 voorstellingen werd de productie in februari 1876 van het podium gehaald. De herleving kwam acht jaar later, in april 1883. Toen Galli-Marié in oktober van dat jaar de titelrol weer ging vertolken, stroomde de zaal keer op keer vol. In 1904 kende de opéra comique zijn duizendste voorstelling.
Ondertussen was Carmen buiten Frankrijk zeer populair geworden. Al op 23 oktober 1875 (Bizet was kort daarvoor, op 3 juni, overleden) ging een door Ernest Guiraud bewerkte versie in première in Wenen. De voor de opéra comique kenmerkende gesproken dialogen waren in deze uitvoering vervangen door gezongen recitatieven. Andere steden volgden al snel: Antwerpen, Brussel en Boedapest in 1876, Sint-Petersburg, Stockholm, Londen, Dublin en New York in 1878. Carmen kreeg een mythische status en de Habanera ("L'amour est un oiseau rebelle..."), de eerste aria van de titelrol, is uitgegroeid tot een van de bekendste uit het gehele operarepertoire. De zangeres Emma Calvé trad meer dan 1000 keer op in de hoofdrol, onder andere in de Verenigde Staten.
Terwijl de opera de wereld veroverde, werd het werk keer op keer aangepast aan plaatselijke conventies. De oorspronkelijke opéra comique wordt zelden nog opgevoerd, maar de "oerversie" beleefde nog wel een comeback in het jaar 1970. Sindsdien wordt ook die steeds vaker weer opgevoerd.

## Rolverdeling
- Carmen, een Roma meisje - mezzosopraan
- Frasquita, vriendin van Carmen - sopraan
- Mercédes, vriendin van Carmen - mezzosopraan
- Le Dancaïro, smokkelaar - bariton
- Le Remendado, smokkelaar tenor
- Don José, een brigadier - tenor
- Micaëla, een plattelandsmeisje - sopraan
- Zuniga, luitenant van Don José - bas
- Moralés, brigadier - bariton
- Escamillo, een stierenvechter - bariton
- Lillas Pastia, kroegbaas - gesproken

## Muziek
De prelude bevat al een aantal hoofdmotieven die later terugkomen in de opera, onder andere de melodie van de beroemde coupletten "Votre toast, je peux vous le rendre" (L'air de toréador). Ook de dramatische afloop van het verhaal kondigt zich reeds aan.
De Habanera, de aria waarmee Carmen ten tonele verschijnt, behoort zonder twijfel tot de beroemdste operamelodieën aller tijden. Deze klassieker heeft zelfs een bescheiden plaats weten te veroveren in de populaire cultuur. Des te interessanter is het feit dat Bizet aanvankelijk op min of meer dezelfde tekst een andere aria voor Carmens entree had geschreven, en dat de Habanera pas ontstond na diverse aanpassingen op verzoek van prima donna Galli-Marié, die de oorspronkelijke versie niet krachtig genoeg vond.

## Synopsis
Plaats: Sevilla, Spanje
Tijd: 1830

### Eerste bedrijf
Op een plein in Sevilla, gedomineerd door een sigarenfabriek, houdt een groepje soldaten de wacht. Wanneer de mooie Micaëla ten tonele verschijnt trekt zij onmiddellijk de aandacht van de verveelde soldaten, die haar aanspreken. Ze blijkt op zoek te zijn naar de korporaal Don José; aangezien hij er nog niet is proberen de soldaten haar over te halen bij hen te wachten tot de aflossing en onderwijl wat te praten. Micaëla, toonbeeld van rechtschapenheid, weigert en slaat op de vlucht wanneer de soldaten aandringen.
De wisseling van de wacht dient zich aan en Don José verschijnt samen met Zuniga op het plein, waar zijn medesoldaten hem vertellen over het meisje dat hem zocht. Don José beseft meteen dat het zijn dorpsgenote Micaëla moet zijn geweest. Op hetzelfde moment komen de meisjes van de sigarenfabriek naar buiten voor een pauze. De rokende vrouwen ontpoppen zich door hun geflirt met de soldaten en burgers op het plein als de tegenpolen van de kuise Micaëla. De meest uitdagende van hen is Carmen, die al gauw omringd wordt door een stel aanbidders. Carmen maakt hen (in haar eerste aria) echter duidelijk dat de liefde voor haar niets meer dan een spel is. Wanneer ze de flegmatiek op Micaëla wachtende Don José opmerkt, werpt ze hem verleidelijk een cassia-bloem toe, om vervolgens weer in de fabriek te verdwijnen. De verbijsterde Don José weet niet wat hij met het mysterieuze geflirt aan moet, is ervan overtuigd dat Carmen een heks is, maar houdt de bloem wel bij zich.
Veel tijd om over het wonderlijke voorval na te denken heeft hij echter niet, want Micaëla heeft hem inmiddels gevonden. Zij brengt Don José een brief van zijn moeder en kust hem namens haar, hetgeen hen beiden, naïef, in verlegenheid brengt. De precieze inhoud van de brief wordt niet uit de doeken gedaan, maar nadat Don José hem heeft gelezen besluit hij zijn moeder te gehoorzamen: hij zal zijn beminde Micaëla trouwen en terugkeren naar zijn geboortedorp.
Het samenzijn van Micaëla en José wordt abrupt verstoord door onlusten bij de sigarenfabriek: Carmen blijkt een ander meisje aangevallen te hebben en Don José moet haar arresteren. Ze verklaren elkaar de liefde en Don José helpt haar ontsnappen.

### Tweede bedrijf
In de herberg van Lillas Pastia gaat alle aandacht uit naar de op de tafels dansende Carmen. Zuniga en vooral de stierenvechter Escamillo kunnen hun ogen niet van haar afhouden. Zoals Micaëla de absolute tegenpool is van Carmen, staat de stoere, krachtige Escamillo in groot contrast tot de plichtsgetrouwe en naïeve Don José. Escamillo is een man die een vrouw als Carmen wel aankan en zij valt dan ook meteen voor hem. Desondanks gaat ze nog niet in op zijn avances, deels uit plagerij, deels omdat ze Don José, die wegens zijn medeplichtigheid aan Carmens ontsnapping de gevangenis is ingegaan en gedegradeerd is, nog niet wil opgeven.
Carmen bekokstooft ondertussen een smokkelactie met een aantal van haar mede-Roma's. Eigenlijk wil ze deze keer niet meedoen en het smokkelaarsleven vaarwel zeggen vanwege haar liefde voor de soldaat Don José. Haar vrienden zijn niet onder de indruk. Zij hebben dit vaker gehoord en Carmens romances duren toch nooit langer dan een maand.
Carmen beëindigt het gesprek met haar kompanen als Don José, net die avond vrijgekomen, naar de herberg onderweg blijkt te zijn. Ze zorgt dat Escamillo en Zuniga uit de buurt zijn, zodat ze alleen met José is. Don José blijkt verscheurd tussen twee werelden: hij is hopeloos verliefd op Carmen, maar wil ook zijn plicht als soldaat naleven. Carmen is teleurgesteld. Ze probeert hem zover te krijgen met de smokkelaars de bergen in te trekken en de twee krijgen ruzie. Don José staat op het punt te vertrekken en Carmen definitief te verlaten als Zuniga ten tonele verschijnt om zijn liefde aan Carmen te verklaren. Het komt tot een gevecht om haar gunsten tussen de jaloerse José en zijn meerdere. Don José wint en staat voor een moeilijke keuze: deserteren om zich bij de smokkelaars te voegen, of opnieuw een zware straf ondergaan. Hij kiest voor het eerste, zij het met tegenzin.

### Derde bedrijf
Aangekomen in de schuilplaats van de smokkelaars, blijkt dat het mis is tussen Don José en Carmen. Zij heeft genoeg van hem, maar hij houdt nog steeds van haar. Om aan het eindeloze geruzie tussen de twee een einde te maken wordt Don José zo ver mogelijk van Carmen weg gestuurd; hij moet verderop de wacht gaan houden. Ondertussen leest Carmen met haar vriendinnen de kaarten. Ze ziet de dood - het tragische einde van het verhaal wordt aangekondigd.
Escamillo heeft de smokkelaars gevonden en verschijnt ten tonele om Carmen het hof te maken. Don José wordt opnieuw verscheurd door jaloezie en daagt Escamillo uit tot een duel. Vanzelfsprekend domineert de toreador het gevecht, maar door een gelukkig toeval kan Don José hem toch overmeesteren. Voordat hij Escamillo echter de genadeslag kan geven komt Carmen tussen beide. Escamillo verheugt zich over het feit dat Carmen zijn leven gered heeft en zegt dat hij gewoon maar even langs kwam om haar uit te nodigen voor zijn eerstvolgende stierengevecht. Carmen stemt in, hetgeen Don José nog jaloerser maakt.
Plotseling verschijnt Micaëla, die José smeekt zijn stervende moeder een laatste keer op te zoeken. Carmen is blij met deze wending: eindelijk zal ze van die sullige Don José verlost zijn. Don José moet wel met Micaëla meegaan, maar weet ook dat Carmen zich verheugt over zijn vertrek. Hij bezweert haar dat zij pas van hem af zal zijn als hij zijn laatste adem heeft uitgeblazen.

### Vierde bedrijf
Het stierengevecht van Escamillo is nabij, het plein voor de arena is vol met mensen. Carmen betreedt de arena triomfantelijk aan de zijde van Escamillo, die inmiddels haar minnaar is. Men waarschuwt haar dat ook Don José in de buurt is, maar Carmen is niet bang om met hem geconfronteerd te worden. Plotseling staan ze oog in oog met elkaar. Don José smeekt Carmen om haar liefde, maar ze wijst hem minachtend af en gooit zelfs zijn ring in zijn gezicht. Ze zal bij haar woord blijven: voorbij is voorbij. Josés smeekbede slaat om in woede en jaloezie, hij bedreigt Carmen met zijn mes, haar verzekerend dat hij haar zal doden als ze niet bij hem terugkomt. Carmen zal echter nog liever sterven dan aan hem toegeven en zo haar vrijheid te verliezen. Don José kan zijn emoties niet langer bedwingen en steekt haar dood, op hetzelfde moment dat Escamillo de stier in de arena doodt. Het publiek roept bravo, feestelijke muziek weerklinkt. Wanneer de toeschouwers in volle feeststemming de arena verlaten, treffen ze Don José met een bebloed mes bij het dode lichaam van Carmen aan. Ontnuchterd bekent hij haar gedood te hebben.

## Films
Verfilmingen van de novelle of de opera:
- 1915: Carmen (Cecil B. DeMille)
- 1919: Een Carmen van het Noorden (Maurits Binger)
- 1954: Carmen Jones (Otto Preminger)
- 1984: Carmen (Francesco Rosi)
- 2009: Carmen van het Noorden (Jelle Nesna)

La maison du docteur (1852) · Le docteur Miracle (1857) · Don Procopio (1859) · Les pêcheurs de perles (1863) · Ivan IV (1865) · La jolie fille de Perth (1867) · Djamileh (1872) · Carmen (1875) · Noé (voltooiing opera van Halévy) (1885)